# André Henri Constant van Hasselt
André Henri Constant van Hasselt (Maastricht, 1806. január 5. – Brüsszel, 1874. november 30.) belga történetíró és költő.

## Életútja
Gentben és Lüttichben tanult és teljes erejét Belgiumnak szentelte (mely honfiúsította). Egyideig a királyi könyvtár őre, utóbb a népoktatás főfelügyelője volt. A belga akademia 1837-ben tagjává választotta. Ápolta a belga-francia népies irodalmat és a tankönyvirodalmat is és része volt több hazafias gyűjteményes munkának a szerkesztésében: Les Belges illustres; La Belgique monumentale; La bibliothèque nationale stb. Költeményeivel (Poésies, Brüsszel 1852-63, 3 kötet) a legtehetségesebb belga költőkhöz sorakozik; különösen megemlítendő a Quatre incarnations du Christ című hőskölteménye. Összegyűjtött művei Brüsszelben 1875-1878-ban 8 kötetben jelentek meg. Életrajzát Alvin írta meg (Brüsszel, 1877).

## Főbb művei
- Histoire de la poésie française en Belgique (Brüsszel, 1838)
- Histoire de Rubens (1840)
- Les Belges aux croisades (1846, 2 kötet)
- Histoire des Belges (1847, 2 kötet)
- Splendeur de l'art en Belgique (1848)
- La Belgique pittoresque (1858)